# Saint-Jacques, Alpes-de-Haute-Provence
Saint-Jacques är en kommun i departementet Alpes-de-Haute-Provence i regionen Provence-Alpes-Côte d'Azur i sydöstra Frankrike. Kommunen ligger  i kantonen Barrême som ligger i arrondissementet Digne-les-Bains. År 2022 hade Saint-Jacques 72 invånare.

## Befolkningsutveckling
Antalet invånare i kommunen Saint-Jacques
Referens: INSEE